# Giletinci
Giletinci es una localidad de Croacia situada en el municipio de Cernik, en el condado de Brod-Posavina. Según el censo de 2021, tiene una población de 189 habitantes.

## Demografía
| Gráfica de población de Giletinci 1857-2021                         |
|                                                                     |
| Según los censos de población de la Oficina de Estadísticas Croata. |